# طوني تانر
طوني تانر (بالإنجليزية: Tony Tanner)‏ هو مصمم رقص ومخرج وممثل بريطاني، ولد في 27 يوليو 1932 في المملكة المتحدة.

## ترشيحات
- جائزة توني عن فئة أفضل إخراج لمسرحية موسيقية [الإنجليزية]‏ (1982)

## وصلات خارجية
- طوني تانر على موقع IMDb (الإنجليزية)
- طوني تانر على موقع قاعدة بيانات برودواي على الإنترنت (الإنجليزية)
- طوني تانر على موقع ديسكوغز (الإنجليزية)
- طوني تانر على موقع قاعدة بيانات الفيلم (الإنجليزية)